# Anoectochilus brevilabris
Anoectochilus brevilabris är en orkidéart som beskrevs av John Lindley. Anoectochilus brevilabris ingår i släktet Anoectochilus och familjen orkidéer. Inga underarter finns listade i Catalogue of Life.

## Bildgalleri

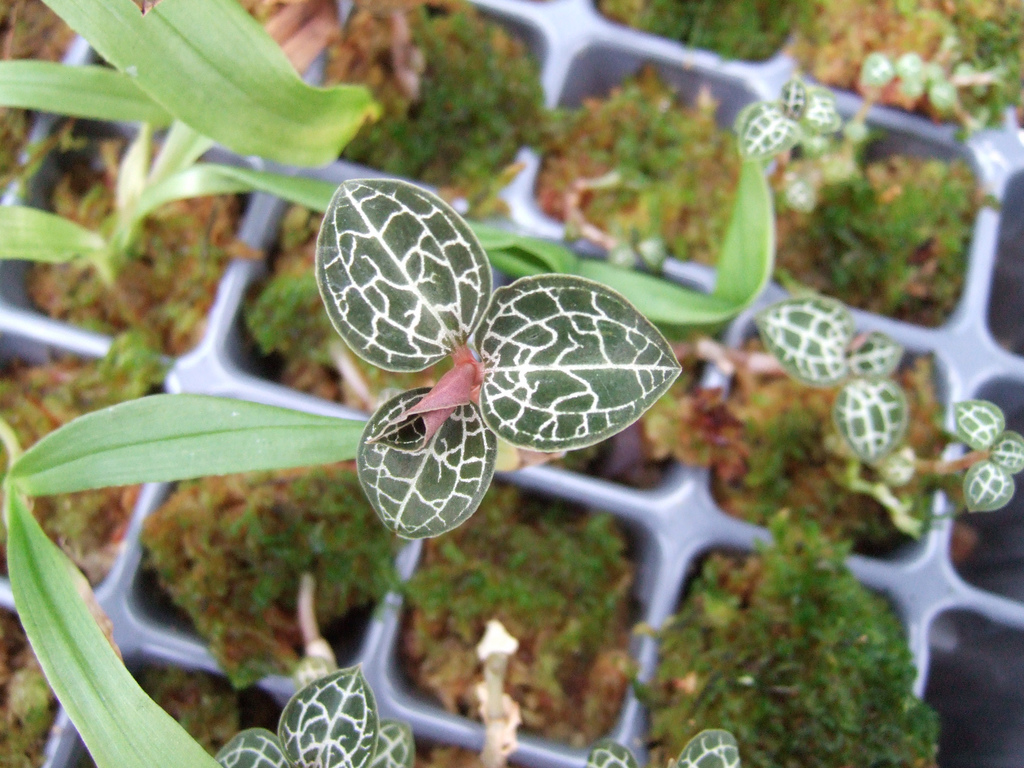